# Bruno Alonso
Bruno Alonso González (Castillo Siete Villas, Arnuero, Cantabria, 1887 - Ciudad de México, 1977) fue un político socialista español. Militante del Partido Socialista Obrero Español (PSOE), durante la guerra civil española fue comisario de la Flota Republicana. Fundador de las Juventudes Socialistas de Santander, miembro de la Unión General de Trabajadores (UGT) y diputado socialista por Santander en 1931, 1933 y 1936, fue el principal dirigente del movimiento obrero en Cantabria durante el primer tercio del siglo XX.

## Conciencia de clase
Aunque no fue un intelectual (su conciencia de clase surgió de su propia experiencia como obrero industrial), se preocupó siempre por difundir las tesis socialistas entre los demás trabajadores mediante escritos sencillos y accesibles, libres de una fuerte carga filosófica, centrándose en los fundamentos de la teoría sobre los conflictos de clase y la lucha obrera. Su marxismo bebía directamente de la fuente de Pablo Iglesias, el fundador del PSOE, apostando por un reformismo progresivo centrado en las mejoras paulatinas de las condiciones vitales y laborales de la clase obrera hasta lograr la consecución de una sociedad socialista. Un proceso, por tanto, de cambios acumulativos que cristalizara finalmente en una auténtica transformación cualitativa, mediante una labor política y sindical articulada en tres fases principales:
- Concienciación de la clase obrera sobre su situación de injusticia dentro del sistema productivo capitalista.
- Organización de los trabajadores como necesidad y medio para alterar esa situación.
- Mejoras paulatinas de la situación de los trabajadores mediante la acción sindical.

Pese a ser uno de los artífices de la coalición republicano-socialista que llevó al triunfo de las candidaturas antimonárquicas en Cantabria en las elecciones municipales de  abril de 1931, a partir de la formación de las Cortes Constituyentes su posición varió hacia el cuestionamiento de la colaboración con partidos republicanos liberales, atendiendo a la erosión entre el electorado obrero que pudiera suponer la alianza con formaciones burguesas. Ello no fue obstáculo, sin embargo, para la constitución en Cantabria de listas del Frente Popular de cara a las elecciones de febrero de 1936, mostrando el carácter tactista y posibilista de Alonso más allá de dogmatismos cerrados.

## Activismo sindical y político
Afiliado en la adolescencia a la Sociedad de Metalúrgicos de Santander, integrada en la UGT, y después en el PSOE, destacó pronto por su actividad sindical. Elegido presidente de los metalúrgicos de la capital en 1904, sufrió constantes represalias, persecuciones y encarcelamientos (como tras la huelga general de 1917). Elegido presidente del Sindicato Metalúrgico Montañés tras su fundación, participó en la creación de la Federación Obrera Montañesa, del que fue presidente (1922-1923 y 1927-1930) y secretario general (1930-1933), erigiéndose en el principal dirigente y referente del movimiento obrero en Cantabria.
Vocal obrero en la Junta Provincial de Reformas Sociales en 1922 y en la Delegación de Trabajo de Santander en los años 30, rechazó su designación como diputado provincial en 1924, bajo la Dictadura, por su carácter no democrático. Nuevos enfrentamientos laborales llevaron a su encarcelamiento en Potes durante 6 meses en 1928, participando en la organización de la huelga general revolucionaria de diciembre de 1930 a favor de la República.
Elegido concejal por Santander en las elecciones municipales del 12 de abril de 1931 por la Conjunción Republicano-Socialista —cargo al que renunció por sus muchas ocupaciones—, como presidente del Comité Revolucionario Provincial se hizo cargo del Ayuntamiento, proclamando la República desde los balcones del Gobierno Civil. Después, en las elecciones a Cortes de junio de 1931 fue elegido diputado por Santander (por la Conjunción Republicano-Socialista), siendo reelegido en 1933 (lista socialista) y 1936 (Frente Popular), destacando siempre como el candidato más votado de la izquierda.
Se cuenta la anécdota de que cuando en 1931 acudió por primera vez a las Cortes, los ujieres no le dejaron pasar porque no llevaba corbata —todos los diputados la llevaban—. Tuvo que enseñar sus credenciales como diputado por Santander para poder acceder al edificio de la carrera de San Jerónimo. Por eso también fue conocido como el "diputado sin corbata".
Como diputado destacó por sus intervenciones, claras y nada retóricas, en temas tanto nacionales como provinciales, sobresaliendo en la defensa de las condiciones de vida y trabajo de los obreros cántabros. Próximo a las tesis de Besteiro, contrarias a la colaboración con partidos republicanos, durante la huelga general revolucionaria de octubre de 1934 formó parte del Comité Revolucionario Provincial, sólo su inmunidad parlamentaria le evitó ser juzgado.
En la sesión de las Cortes del 19 de mayo de 1936 tuvo un altercado con José Calvo Sotelo. Retó al líder de la extrema derecha a salir a la calle para ajustar cuentas después de que este le hubiera espetado «Su señoría es una pequeñez, un pigmeo», en respuesta a una interrupción de Alonso González en la que le había dicho: «Ya sabemos lo que es su señoría; pero no tiene el valor de declararlo públicamente» (Calvo Sotelo acababa de decir que no pensaba dar opiniones políticas sobre el fascismo). «¡Su señoría es un chulo!» le había contestado Alonso González a Calvo Sotelo cuando este le llamó «pigmeo». Al presidente de las Cortes Diego Martínez Barrio le costó restablecer el orden.

## La guerra civil
Al inicio de la guerra civil en julio de 1936 está en Santander. Su coordinación con Juan Ruiz Olazarán, presidente de la Diputación Provincial, y con el otro diputado de izquierdas por Santander, Ramón Ruiz Rebollo, fue crucial para frustrar la rebelión en Cantabria. Dirigidos por el primero, lograron organizar a las fuerzas del Frente Popular, de la ugetista Federación Obrera Montañesa (el más poderoso sindicato de la región) y de la CNT en una sola dirección, con el objetivo de parar el golpe en una provincia con un marcado sesgo conservador.
Logrado esto, Alonso de inmediato se encarga de los asuntos militares en la Junta de Defensa de Santander. En octubre de 1936 sería nombrado comisario inspector de las fuerzas de Santander. El 29 de diciembre de 1936 Prieto le nombra comisario de la Flota Republicana, puesto en el que permanecerá hasta la huida de la Flota en marzo de 1939. 
Bruno Alonso fue también comisario de la base de Cartagena desde julio de 1937, aunque pronto este puesto desapareció ante la presión de los militares de la base opuestos a la figura del comisario. Durante su mandato luchó por evitar que la Flota fuese dirigida por ningún grupo político, enfrentándose primero a los comités anarquistas y luego a los comunistas. Su relación con algunos mandos navales tampoco fue buena, caso de González de Ubieta, debido a la oposición de los marinos tradicionales a que un cargo civil supervisara sus acciones. Tuvo no obstante el apoyo siempre del Gobierno, primero con Prieto y luego con Negrín, que confiaban en su labor imparcial en el comisariado. Acompañó a la Flota en las principales acciones navales, como en las batallas de cabo Cherchell y en la del cabo de Palos, desde los cruceros Libertad y Miguel de Cervantes. 
Desde finales de 1938 apoya a la tendencia socialista anticomunista y favorable al fin de la guerra. El 5 de marzo de 1939 huye con la Flota a la Argelia francesa, tras la sublevación profranquista de la base. Tras llegar a Bizerta (Argelia), es ingresado en el campo de prisioneros de Maknassy. A finales del año 1942 llega a México desde Orán. En México permanecerá prácticamente el resto de su vida.
Escribió un libro contando sus experiencias en la guerra: La Flota Republicana editado en el año 1942, reimpreso por la editorial Espuela de Plata en el 2006.